# Microcercus anomalus
Microcercus anomalus är en kräftdjursart som först beskrevs av Gerstaecker 1873.  Microcercus anomalus ingår i släktet Microcercus och familjen Eubelidae. Inga underarter finns listade i Catalogue of Life.